# Samuel Dahl
Samuel Elias Dahl (Västerås, 4 marzo 2003) è un calciatore svedese, difensore del Benfica e della nazionale svedese.

## Caratteristiche tecniche
Di ruolo terzino sinistro, dispone di ottima rapidità e si propone spesso in fase offensiva.

## Carriera

### Club
Dahl è cresciuto nel Västerås SK con cui ha debuttato il 3 novembre 2019 nell'incontro di Superettan perso 2-1 contro il Brage. Nel 2020 è stato acquistato dall'AIK con cui ha trascorso due stagioni nell'Under-17 e nell'Under-19.
Il 25 febbraio 2022 viene acquistato dall'Örebro, con cui trascorre due stagioni nella serie cadetta svedese giocando con regolarità.
Il 24 luglio 2023 firma con il Djurgården, nella massima serie svedese. Sei giorni dopo esordisce in Allsvenskan nell'incontro vinto 1-0 contro il Mjällby.
Il 28 luglio 2024, quando il campionato svedese era giunto a metà torneo, Dahl viene acquistato a titolo definitivo dalla Roma, in Serie A, per circa quattro milioni di euro, più bonus, e il 10% su una futura rivendita a favore del Djurgården. Il 10 novembre seguente fa il suo esordio coi giallorossi, oltreché in massima serie italiana, nella sconfitta interna per 2-3 contro il Bologna.
Nel frattempo, il 21 novembre 2024 viene premiato come miglior giovane del campionato svedese 2024 nonostante la sua cessione fosse avvenuta a torneo in corso.
Visto lo scarso utilizzo, il 3 febbraio 2025 viene girato in prestito al Benfica fino al termine della stagione.
Il 12 giugno 2025 viene riscattato dal club portoghese.

### Nazionale
Ha giocato nelle nazionali giovanili svedesi Under-16, Under-20 ed Under-21.
Il 12 gennaio 2024 ha debuttato con la nazionale svedese nell'amichevole vinta 2-1 contro l'Estonia.

## Statistiche

### Presenze e reti nei club
Statistiche aggiornate al 10 maggio 2025.
| Stagione          | Squadra           | Campionato        | Campionato | Campionato | Coppe nazionali | Coppe nazionali | Coppe nazionali | Coppe continentali | Coppe continentali | Coppe continentali | Altre coppe | Altre coppe | Altre coppe | Totale | Totale | Totale |
| Stagione          | Squadra           | Comp              | Pres       | Reti       | Comp            | Pres            | Reti            | Comp               | Pres               | Reti               | Comp        | Pres        | Reti        | Pres   | Reti   |        |
| ----------------- | ----------------- | ----------------- | ---------- | ---------- | --------------- | --------------- | --------------- | ------------------ | ------------------ | ------------------ | ----------- | ----------- | ----------- | ------ | ------ | ------ |
| 2019              | Västerås SK       | S1                | 1          | 0          | CS              | 0               | 0               | -                  | -                  | -                  | -           | -           | -           | 1      | 0      |        |
| 2019              | Västerås IK       | D3                | 1          | 0          | -               | -               | -               | -                  | -                  | -                  | -           | -           | -           | 1      | 0      |        |
| 2022              | Örebro            | S1                | 27         | 0          | CS+CS           | 1+1             | 0               | -                  | -                  | -                  | -           | -           | -           | 29     | 0      |        |
| 2023              | Örebro            | S1                | 15         | 0          | CS+CS           | 3+0             | 0               | -                  | -                  | -                  | -           | -           | -           | 18     | 0      |        |
| Totale Örebro     | Totale Örebro     | Totale Örebro     | 42         | 0          |                 | 5               | 0               |                    | -                  | -                  |             | -           | -           | 47     | 0      |        |
| 2023              | Djurgården        | A                 | 13         | 0          | CS              | 0               | 0               | UECL               | 2                  | 0                  | -           | -           | -           | 15     | 0      |        |
| 2024              | Djurgården        | A                 | 15         | 0          | CS+CS           | 6+0             | 0               | UECL               | 1                  | 0                  | -           | -           | -           | 22     | 0      |        |
| Totale Djurgården | Totale Djurgården | Totale Djurgården | 28         | 0          |                 | 6               | 0               |                    | 3                  | 0                  |             | -           | -           | 37     | 0      |        |
| 2024-feb. 2025    | Roma              | A                 | 2          | 0          | CI              | 1               | 0               | UEL                | -                  | -                  | -           | -           | -           | 3      | 0      |        |
| feb.-giu. 2025    | Benfica           | PL                | 11         | 0          | CP+CdL          | 4+0             | 0               | UCL                | 3                  | 0                  | Cmc         | 4           | 0           | 22     | 0      |        |
| 2025-2026         | Benfica           | PL                | 0          | 0          | CP+CdL          | 0+0             | 0               | UCL                | 0                  | 0                  | SP          | 0           | 0           | 0      | 0      |        |
| Totale Benfica    | Totale Benfica    | Totale Benfica    | 11         | 0          |                 | 4               | 0               |                    | 3                  | 0                  |             | 4           | 0           | 22     | 0      |        |
| Totale carriera   | Totale carriera   | Totale carriera   | 85         | 0          |                 | 16              | 0               |                    | 6                  | 0                  |             | 4           | 0           | 111    | 0      |        |

### Cronologia presenze e reti in nazionale
| Cronologia completa delle presenze e delle reti in nazionale ― Svezia | Cronologia completa delle presenze e delle reti in nazionale ― Svezia | Cronologia completa delle presenze e delle reti in nazionale ― Svezia | Cronologia completa delle presenze e delle reti in nazionale ― Svezia | Cronologia completa delle presenze e delle reti in nazionale ― Svezia | Cronologia completa delle presenze e delle reti in nazionale ― Svezia | Cronologia completa delle presenze e delle reti in nazionale ― Svezia | Cronologia completa delle presenze e delle reti in nazionale ― Svezia |
| Data                                                                  | Città                                                                 | In casa                                                               | Risultato                                                             | Ospiti                                                                | Competizione                                                          | Reti                                                                  | Note                                                                  |
| --------------------------------------------------------------------- | --------------------------------------------------------------------- | --------------------------------------------------------------------- | --------------------------------------------------------------------- | --------------------------------------------------------------------- | --------------------------------------------------------------------- | --------------------------------------------------------------------- | --------------------------------------------------------------------- |
| 12-1-2024                                                             | Pafo                                                                  | Svezia                                                                | 2 – 1                                                                 | Estonia                                                               | Amichevole                                                            | -                                                                     |                                                                       |
| 22-3-2025                                                             | Lussemburgo                                                           | Lussemburgo                                                           | 1 – 0                                                                 | Svezia                                                                | Amichevole                                                            | -                                                                     | 46’                                                                   |
| Totale                                                                |                                                                       | Presenze                                                              | 2                                                                     |                                                                       | Reti                                                                  | 0                                                                     |                                                                       |

| Cronologia completa delle presenze e delle reti in nazionale ― Svezia under 21 | Cronologia completa delle presenze e delle reti in nazionale ― Svezia under 21 | Cronologia completa delle presenze e delle reti in nazionale ― Svezia under 21 | Cronologia completa delle presenze e delle reti in nazionale ― Svezia under 21 | Cronologia completa delle presenze e delle reti in nazionale ― Svezia under 21 | Cronologia completa delle presenze e delle reti in nazionale ― Svezia under 21 | Cronologia completa delle presenze e delle reti in nazionale ― Svezia under 21 | Cronologia completa delle presenze e delle reti in nazionale ― Svezia under 21 |
| Data                                                                           | Città                                                                          | In casa                                                                        | Risultato                                                                      | Ospiti                                                                         | Competizione                                                                   | Reti                                                                           | Note                                                                           |
| ------------------------------------------------------------------------------ | ------------------------------------------------------------------------------ | ------------------------------------------------------------------------------ | ------------------------------------------------------------------------------ | ------------------------------------------------------------------------------ | ------------------------------------------------------------------------------ | ------------------------------------------------------------------------------ | ------------------------------------------------------------------------------ |
| 17-11-2022                                                                     | Adalia                                                                         | Danimarca under 21                                                             | 2 – 2                                                                          | Svezia under 21                                                                | Amichevole                                                                     | -                                                                              | 65’                                                                            |
| 20-11-2022                                                                     | Adalia                                                                         | Svezia under 21                                                                | 8 – 1                                                                          | Azerbaigian under 21                                                           | Amichevole                                                                     | -                                                                              | 59’                                                                            |
| 16-11-2023                                                                     | Borås                                                                          | Svezia under 21                                                                | 3 – 0                                                                          | Finlandia under 21                                                             | Amichevole                                                                     | -                                                                              | 46’                                                                            |
| 22-3-2024                                                                      | Achna                                                                          | Cipro under 21                                                                 | 1 – 6                                                                          | Svezia under 21                                                                | Amichevole                                                                     | -                                                                              | 46’                                                                            |
| 26-3-2024                                                                      | Skopje                                                                         | Macedonia del Nord under 21                                                    | 0 – 2                                                                          | Svezia under 21                                                                | Qual. Europeo Under-21 2025                                                    | -                                                                              | 60’                                                                            |
| 6-9-2024                                                                       | Jönköping                                                                      | Svezia under 21                                                                | 9 – 0                                                                          | Gibilterra under 21                                                            | Qual. Europeo Under-21 2025                                                    | -                                                                              | 58’                                                                            |
| 10-9-2024                                                                      | Nisporeni                                                                      | Moldavia under 21                                                              | 0 – 0                                                                          | Svezia under 21                                                                | Qual. Europeo Under-21 2025                                                    | -                                                                              | 42’ 80’                                                                        |
| 10-10-2024                                                                     | Jönköping                                                                      | Svezia under 21                                                                | 3 – 2                                                                          | Georgia under 21                                                               | Qual. Europeo Under-21 2025                                                    | -                                                                              | 84’                                                                            |
| 14-10-2024                                                                     | Nimega                                                                         | Paesi Bassi under 21                                                           | 3 – 0                                                                          | Svezia under 21                                                                | Qual. Europeo Under-21 2025                                                    | -                                                                              | 84’                                                                            |
| Totale                                                                         |                                                                                | Presenze                                                                       | 9                                                                              |                                                                                | Reti                                                                           | 0                                                                              |                                                                                |

| Cronologia completa delle presenze e delle reti in nazionale ― Svezia under 20 | Cronologia completa delle presenze e delle reti in nazionale ― Svezia under 20 | Cronologia completa delle presenze e delle reti in nazionale ― Svezia under 20 | Cronologia completa delle presenze e delle reti in nazionale ― Svezia under 20 | Cronologia completa delle presenze e delle reti in nazionale ― Svezia under 20 | Cronologia completa delle presenze e delle reti in nazionale ― Svezia under 20 | Cronologia completa delle presenze e delle reti in nazionale ― Svezia under 20 | Cronologia completa delle presenze e delle reti in nazionale ― Svezia under 20 |
| Data                                                                           | Città                                                                          | In casa                                                                        | Risultato                                                                      | Ospiti                                                                         | Competizione                                                                   | Reti                                                                           | Note                                                                           |
| ------------------------------------------------------------------------------ | ------------------------------------------------------------------------------ | ------------------------------------------------------------------------------ | ------------------------------------------------------------------------------ | ------------------------------------------------------------------------------ | ------------------------------------------------------------------------------ | ------------------------------------------------------------------------------ | ------------------------------------------------------------------------------ |
| 15-6-2023                                                                      | Eschen                                                                         | Liechtenstein under 21                                                         | 0 – 4                                                                          | Svezia under 21                                                                | Amichevole                                                                     | 1                                                                              |                                                                                |
| Totale                                                                         |                                                                                | Presenze                                                                       | 1                                                                              |                                                                                | Reti                                                                           | 1                                                                              |                                                                                |

| Cronologia completa delle presenze e delle reti in nazionale ― Svezia under 19 | Cronologia completa delle presenze e delle reti in nazionale ― Svezia under 19 | Cronologia completa delle presenze e delle reti in nazionale ― Svezia under 19 | Cronologia completa delle presenze e delle reti in nazionale ― Svezia under 19 | Cronologia completa delle presenze e delle reti in nazionale ― Svezia under 19 | Cronologia completa delle presenze e delle reti in nazionale ― Svezia under 19 | Cronologia completa delle presenze e delle reti in nazionale ― Svezia under 19 | Cronologia completa delle presenze e delle reti in nazionale ― Svezia under 19 |
| Data                                                                           | Città                                                                          | In casa                                                                        | Risultato                                                                      | Ospiti                                                                         | Competizione                                                                   | Reti                                                                           | Note                                                                           |
| ------------------------------------------------------------------------------ | ------------------------------------------------------------------------------ | ------------------------------------------------------------------------------ | ------------------------------------------------------------------------------ | ------------------------------------------------------------------------------ | ------------------------------------------------------------------------------ | ------------------------------------------------------------------------------ | ------------------------------------------------------------------------------ |
| 4-9-2021                                                                       | Tammela                                                                        | Finlandia under 19                                                             | 3 – 0                                                                          | Svezia under 19                                                                | Amichevole                                                                     | -                                                                              |                                                                                |
| 7-9-2021                                                                       | Tammela                                                                        | Finlandia under 19                                                             | 3 – 0                                                                          | Svezia under 19                                                                | Amichevole                                                                     | -                                                                              | 75’                                                                            |
| 11-10-2021                                                                     | Marbella                                                                       | Irlanda under 19                                                               | 1 – 1                                                                          | Svezia under 19                                                                | Amichevole                                                                     | -                                                                              |                                                                                |
| 10-11-2021                                                                     | Stoccolma                                                                      | Svizzera under 19                                                              | 1 – 2                                                                          | Svezia under 19                                                                | Qual. Europeo Under-19 2022                                                    | -                                                                              |                                                                                |
| 16-11-2021                                                                     | Stoccolma                                                                      | Svezia under 19                                                                | 0 – 2                                                                          | Inghilterra under 19                                                           | Qual. Europeo Under-19 2022                                                    | -                                                                              |                                                                                |
| 23-3-2022                                                                      | Dax                                                                            | Francia under 19                                                               | 5 – 0                                                                          | Svezia under 19                                                                | Qual. Europeo Under-19 2022                                                    | -                                                                              | 32’                                                                            |
| 26-3-2022                                                                      | Dax                                                                            | Bosnia ed Erzegovina under 19                                                  | 3 – 2                                                                          | Svezia under 19                                                                | Qual. Europeo Under-19 2022                                                    | -                                                                              | 79’                                                                            |
| 29-3-2022                                                                      | Saint-Paul-lès-Dax                                                             | Svezia under 19                                                                | 1 – 3                                                                          | Rep. Ceca under 19                                                             | Qual. Europeo Under-19 2022                                                    | -                                                                              | 67’                                                                            |
| Totale                                                                         |                                                                                | Presenze                                                                       | 8                                                                              |                                                                                | Reti                                                                           | 0                                                                              |                                                                                |

## Palmarès
- Supercoppa di Portogallo: 1

Benfica: 2025